# 帽子を脱いだナポレオン
『帽子を脱いだナポレオン』（The Emperor's New Clothes）は、アラン・テイラー監督による2001年の映画作品である。シモン・レイスによる小説『ナポレオンの死』を原作としており、イアン・ホルムがナポレオン・ボナパルトを演じる。
日本では劇場未公開である。

## ストーリー
ワーテルローの戦いで敗北し、セント・ヘレナ島に流されたナポレオン・ボナパルトが再び王位につくために貧民に変装して脱出し、パリを目指す。

## キャスト
- イアン・ホルム - ナポレオン・ボナパルト / ユージン
- イーベン・ヤイレ - パンプキン
- クライヴ・ラッセル
- ティム・マキナニー
- ナイジェル・テリー
- ヒュー・ボネヴィル
- マーレイ・メルヴィン
- エディ・マーサン
- ラッセル・ディクソン
- ヘイレー・カーマイケル
- ジョージ・ハリス